# Momoko Ueda
Momoko Ueda (上田 桃子, Ueda Momoko), née le 15 juin 1986 à Kumamoto, est une golfeuse japonaise.

## Biographie
Après une carrière sur le LPGA Japan Tour où elle remporte sept victoires, et elle remporte une victoire le LPGA of Japan Tour du Mizuno Classic, elle rejoint le circuit américain du LPGA Tour.